# Политбюро ЦК КПСС
Полити́ческое бюро́ Центра́льного комите́та Коммунисти́ческой па́ртии Сове́тского Сою́за (Политбюро ЦК КПСС; с 1952 по 1966 год — Президиум ЦК КПСС) — руководящий орган Коммунистической партии Советского Союза в период между пленумами её Центрального комитета.
В Политбюро входили наиболее влиятельные члены Центрального Комитета, определявшие политику партии, а в условиях однопартийной системы — и всего государства, поскольку, согласно Конституции СССР 1936 года, компартия являлась «передовым отрядом трудящихся в их борьбе за укрепление и развитие социалистического строя» и представляла «руководящее ядро всех организаций трудящихся, как общественных, так и государственных», а согласно Конституции СССР 1977 года — «руководящей и направляющей силой» советского общества (до изменения статьи 6 в марте 1990 года). Таким образом, члены Политбюро фактически входили в число высшего руководства СССР, даже если не занимали государственных постов.

## История
Впервые Политическое бюро (Политбюро) ЦК РСДРП(б) во главе с Лениным было образовано на заседании ЦК 10 (23) октября 1917 года для политического руководства вооружённым восстанием, начало которого было назначено ЦК на 25 октября (7 ноября) 1917 года. В него входили: Бубнов А. С., Зиновьев Г. Е., Каменев Л. Б., Ленин В. И., Сокольников Г. Я., Сталин И. В. и Троцкий Л. Д.

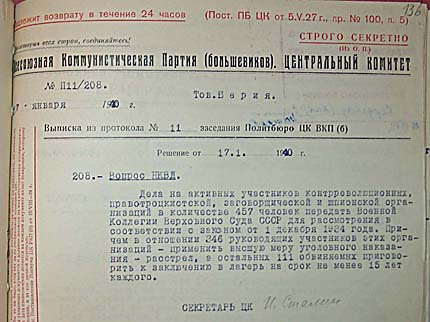
Выписка из протокола заседания Политбюро 17 января 1940 г., по которой решено передать в суд 457 человек и 346 из них расстрелять, а 111 — выслать в лагерь

С 29 ноября (12 декабря) 1917 года существовало как Бюро ЦК РСДРП(б) без уточнения «политическое», причём в уменьшенном составе: Ленин В. И., Свердлов Я. М., Сталин И. В. и Троцкий Л. Д. На VII съезде партия была переименована в РКП(б) и 8 марта 1918 года было сформировано Бюро ЦК РКП(б) в составе пяти человек: Ленин В. И., Свердлов Я. М., Сокольников Г. Я., Сталин И. В. и Троцкий Л. Д. 29 июля 1918 года из состава Бюро выбыл Сокольников, 11 марта 1919 года вошли Сокольников и Стасова Е. Д.
Воссоздано под названием Политбюро ЦК РКП(б) (с дополнением «политическое») как постоянно действующий орган в марте 1919 года на VIII съезде РКП(б).
В декабре 1925 года переименовано в Политбюро ЦК ВКП(б) в связи с изменением названия партии на XIV съезде ВКП(б).
К концу 1940-х годов Политбюро редко собиралось в полном составе. Внутри Политбюро создавались группы («шестерки», «семерки») для решения каких-либо вопросов по существу. После смерти И. В. Сталина, в 1956 году Н. С. Хрущёв в своём докладе «О культе личности и его последствиях» выразил мнение, что «создание подобных комиссий — „пятёрок“, „шестёрок“, „семёрок“ и „девяток“ внутри Политбюро подрывало принцип коллективного руководства. Получалось, что некоторые члены Политбюро отстранялись таким образом от решения важнейших вопросов».

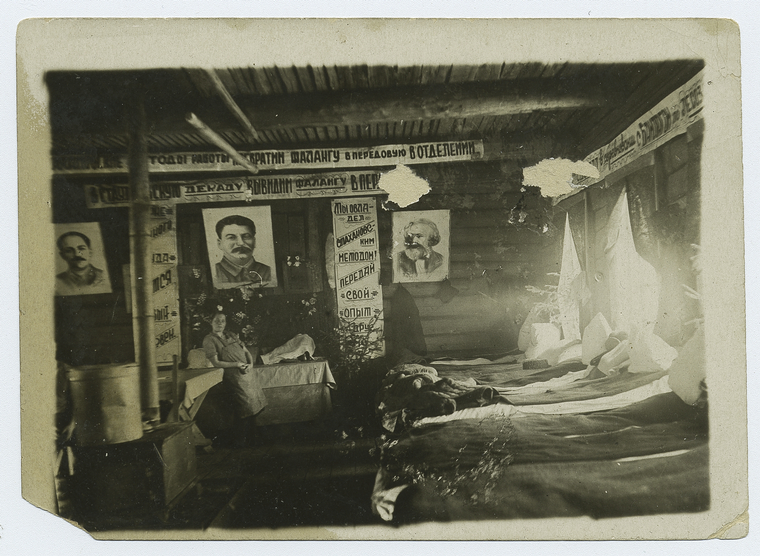
Портреты вождей партии, а также членов Политбюро зачастую размещались в так называемых «красных уголках». На фото: Интерьер женского барака ИТЛ системы ГУЛАГ

В 1952 году на XIX съезде КПСС переименовано в Президиум ЦК КПСС вместе с переименованием партии, состав Президиума ЦК КПСС был значительно расширен за счёт молодых активных работников, 5 марта 1953 г. фактически восстановлен прежний состав Политбюро, многие избранные лишились членства в президиуме ЦК; на XXIII съезде КПСС 1966 года вновь переименовано в Политбюро ЦК КПСС.
На Пленуме ЦК КПСС 16 октября 1952 года кроме Президиума было утверждено и избрано Бюро Президиума ЦК в составе девяти человек: Л. П. Берии, Н. А. Булганина, К. Е. Ворошилова, Л. М. Кагановича, Г. М. Маленкова, М. Г. Первухина, М.3. Сабурова, И. В. Сталина и Н. С. Хрущёва.
5 марта 1953 года Бюро Президиума ЦК КПСС постановлением Совместного заседания Пленума ЦК КПСС, Президиума Верховного Совета и Совета министров СССР было ликвидировано.

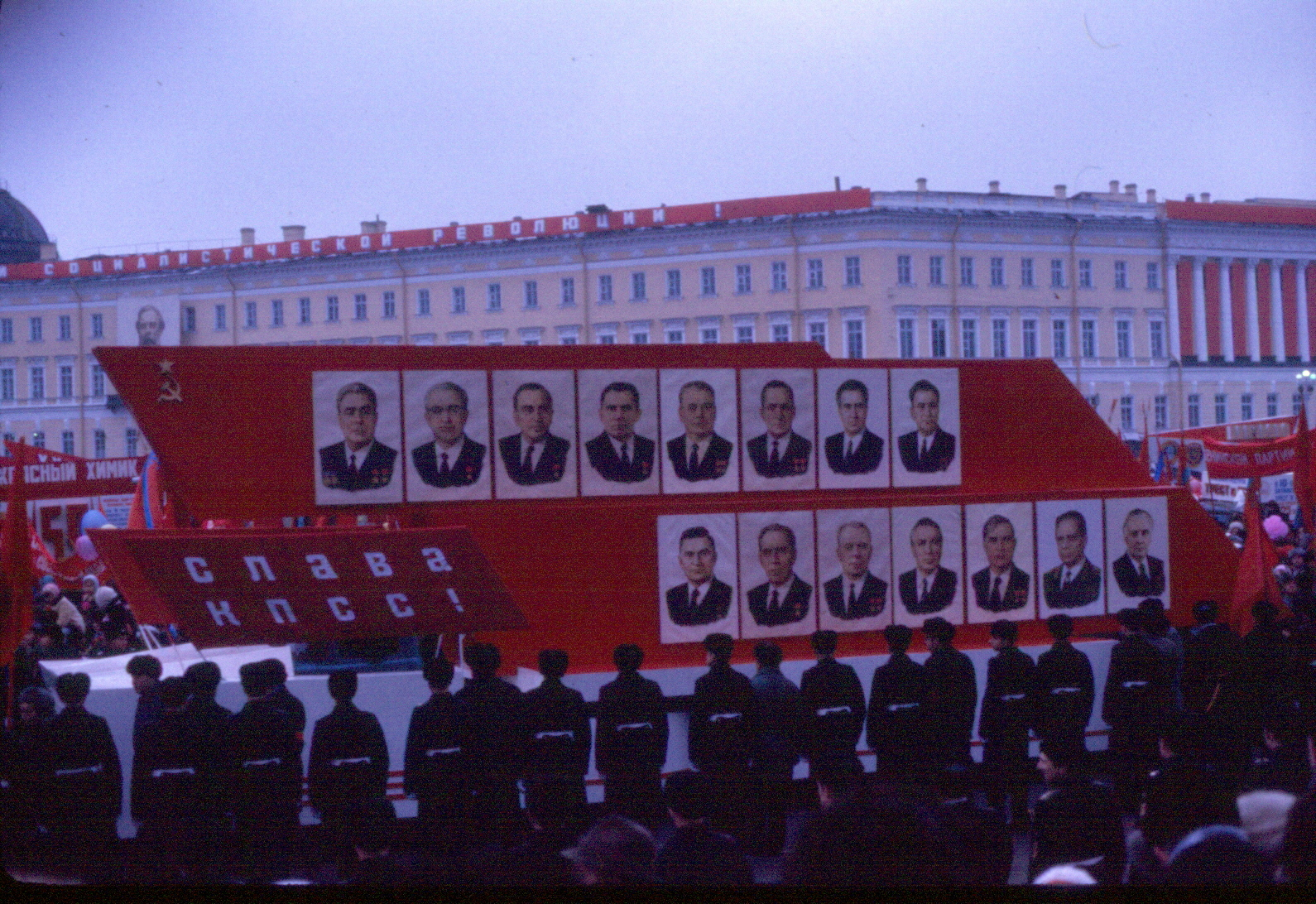
Портреты членов Политбюро на демонстрации в честь годовщины Октябрьской революции. Ленинград. 1976

Согласно Уставу КПСС, Политбюро ЦК КПСС избиралось на пленумах ЦК КПСС для руководства работой партии в период между пленумами Центрального комитета. Именно Политбюро ЦК КПСС принимало решения, которые впоследствии утверждал ЦК КПСС. В состав Политбюро ЦК КПСС входили члены и кандидаты в члены Политбюро (последние — до 1990 года), которые могли участвовать в заседаниях Политбюро, но не обладали правом голоса.
В состав Политбюро ЦК КПСС входило от восьми (в начале 1920-х годов) до двадцати пяти (в 1970-х годах) членов. Как правило, в него входили: Генеральный секретарь ЦК КПСС, председатель Совета министров СССР, председатели президиумов Верховных советов СССР и РСФСР, первые секретари ЦК КПУ, первые секретари Московского горкома и/или Ленинградского обкома КПСС, с 1973 также председатели КГБ, министры иностранных дел и обороны.
В годы правления Сталина значение Политбюро было принижено, многих из входивших в него прежде членов репрессировали (Зиновьев, Каменев, Бухарин, Рудзутак и другие). При Н. С. Хрущёве в состав Президиума ЦК стали включать первых секретарей некоторых республиканских компартий (традиция сохранилась и позднее), а в 1990—1991 годах в Политбюро по должности входили первые секретари всех республиканских ЦК (в том числе сразу двух коммунистических партий Эстонской ССР).
Рекорд и антирекорд продолжительности пребывания в составе Политбюро (не считая кратковременного Политбюро 1917 года) принадлежат двум Маршалам Советского Союза: дольше всего членом Политбюро (Президиума) ЦК КПСС был К. Е. Ворошилов (34 с половиной года), меньше всего — Г. К. Жуков (120 дней).
Когда в 1990 году в СССР в рамках реформы верховной власти был учреждён пост Президента и появились альтернативные политические силы, роль Политбюро в управлении страной резко снизилась.
После событий августа 1991 года, несмотря на отстранение КПСС от власти, Политбюро официально не распускалось и де-юре существовало вплоть до окончательного запрета партии 6 ноября 1991 года.
За всю советскую историю в состав Политбюро входило четыре женщины — Стасова Е. Д., Фурцева Е. А., Бирюкова А. П. и Семёнова Г. В.

## Партийный стаж членов Политбюро
В высшее руководство КПСС за всё время избирались 119 человек, большинство из которых вступило в партию в возрасте до 30 лет, многие — до 20 (Б. Н. Пономарёв в 14 лет, в 15 лет — К. Я. Бауман, И. И. Лепсе, М. Г. Первухин и Д. Е. Сулимов, в 16 лет — И. А. Зеленский, А. В. Косарев, В. В. Куйбышев, К. И. Николаева, А. Я. Пельше, Я. М. Свердлов, И. Ф. Тевосян, К. В. Уханов и В. Я. Чубарь).
80 % руководителей были избраны в высшие органы с партийным стажем более 20 лет. Наибольший партийный стаж к моменту первого избрания в Политбюро имели А. Я. Пельше (51 год), О. В. Куусинен (48 лет), К. У. Черненко (45 лет), Д. Т. Язов (43 года), Б. Н. Пономарёв и А. Н. Яковлев (по 42 года).